# 曲靖站
曲靖站是位于中华人民共和国云南省曲靖市麒麟区建宁西路的一个铁路车站，有沪昆铁路经过该站，车站建于1964年，2006年至2007年12月重建站房。现办理主要承担昆明、宣威、红果方向终到、始发货运列车的解体、编组作业及部分直通、直达货运列车的甩挂作业，旅客乘降、行包托运、货物运输、装卸、列车到发、会让等工作。车站及其上下行区间均已电气化。车站距离贵阳站482公里，隶属昆明局集团曲靖车务段，是三等站。

## 车站结构
曲靖站目前站房随沾昆二线工程建于2006年，2007年投入使用。站房长123.9米、宽36.3米、高22.45米，面积9000平方米，外立面设有玻璃幕墙，以及体现高速列车外形的弧形屋面。站前广场面积12000平方米。站房主体结构两层，一层高7.9米，二层最高10.9米。一层的主候车室面积1600多平方米，其中还包括贵宾软席候车室、售票厅和行包房；二层候车室面积800多平方米。2023年车站站房进行内部装修及设施改造。
- 进站大厅
- 二楼候车室
- 进站天桥2号检票口
- 车站站台